# Streptococchi viridanti
Gli streptococchi viridanti, anche chiamati col nome pseudo-tassonomico di Streptococcus viridans, costituiscono un gruppo vasto ed eterogeneo di streptococchi α-emolitici e non emolitici.
Commensali dell'orofaringe, dell'apparato gastroenterico e dell'apparato urogenitale, possono talvolta essere patogenici: alcune specie, quali S. mitis e S. oralis, possono determinare l'insorgenza di endocardite subacuta, polmonite, meningite, finanche sepsi in pazienti immunodepressi. 
S. mutans e S. sobrinus sono invece alla base dello sviluppo delle carie dentali.